# 稻士別車站
稻士別車站（日语：／ Inashibetsu eki */?）是位於日本北海道中川郡幕別町字千住的北海道旅客鐵道（JR北海道）根室本線的鐵路車站。車站編號為K33。電報略號為ナツ。
本身為臨時乘降場，在當時有「幻之車站」之稱。民營化後升格為車站，但超過一半的普通列車都不停靠。以2008年（平成20年）3月15日為例，下行（池田方向）有4輛，而上行（帶廣方向）則有3輛列車停靠此車站。因此，停靠此車站的列車被視為特殊情況，並在車站時間表上標示為「將在稻士別車站停靠」。由於近年使用人數持續低迷，JR北海道內部調查亦發現本站每日平均使用人次少於1人，因此決定於2017年3月4日起廢站。

## 歷史
為相對較新的車站（昭和34年），在明治40年的旭川～釧路全面開通後，認為需要在帶廣～幕別（當時的止若）之間興建中間車站，因此位於中間地區的稻志別地域是有力候補之一。
- 1959年（昭和34年）10月7日 - 設置稻士別臨時乘降場。
- 1987年（昭和62年）4月1日 - 國鐵分割民營化後，由JR北海道繼承。同時升格為車站。
- 1990年（平成2年）3月10日 - 設定營業距離。
- 2017年（平成29年）3月4日 - 廢站。

## 車站構造
- 稻士別車站為1面1線、木板及單式月台的地面車站。
- 為無人車站，由帶廣車站管理。
- 設置列車接近燈及蜂鳴器。
- 老化的候車室。
- 設置簡易廁所。

## 車站周邊
周圍擁有廣闊的田地。為十勝川溫泉最近的車站，距離約5公里。不過由於沒有直接交通到達，因此主要交通為從帶廣乘坐巴士前往溫泉。

## 相鄰車站
北海道旅客鐵道（JR北海道）
■根室本線
札內（K32）－稻士別（K33）－幕別（K34）

## 外部連結
- （日語）稻士別車站（JR北海道釧路分社）
- （日語）稻士別車站
- （日語）全驛參觀之旅 （页面存档备份，存于）